# Färder i andra riken
Färder i andra riken är en roman av den franske författaren Jean-Marie Gustave Le Clézio utgiven 1975. Med romanen övergav författaren de hektiska storstadsmiljöerna från sina tidigare verk och inledde en ny, mer harmonisk fas i sitt författarskap.

## Handling
Huvudpersonen är Naja Naja, ett övernaturligt väsen som äger förmågan att göra sig osynlig, kommunicera med tingen, upphäva gränserna mellan dröm, myt och verklighet och förvandla sig till det hon betraktar: en sten, en stjärna eller en sjö.